# Hans Kleemann
Willy Alfred Hans Kleemann (* 29. Juli 1883 in Altona; † 22. April 1958 in Halle an der Saale) war ein deutscher Musikwissenschaftler, Musikkritiker und Komponist.

## Leben
Hans Kleemann wurde 1883 als Sohn des Astronomen Reinhold Kleemann (1854–1899) und dessen Frau Elise Schreiber (1858–1923) in Altona geboren. Nach dem Besuch der Volksschule war er bis zum Abitur Schüler an der Latina der Franckeschen Stiftungen in Halle/Saale. Es folgte zunächst ein Studium der Naturwissenschaften und Mathematik an der Universität Halle-Wittenberg. Danach studierte er Musikwissenschaften an den Universitäten Halle und Leipzig und wurde 1913 bei Hermann Abert mit der Dissertation Beiträge zur Ästhetik und Geschichte der Loeweschen Ballade zum Dr. phil. promoviert. Privaten Klavierunterricht erhielt er beim spanischen Klavierpädagogen Télémaque Lambrino.
Während des Ersten Weltkriegs wurde er mit dem Eisernen Kreuz II. Klasse ausgezeichnet. Kleemann arbeitete von 1914 bis 1956 als Musikkritiker unterschiedlicher Zeitungen. In Halle war er auch als Komponist tätig. Nach 1945 war er Musiklehrer am Konservatorium „Georg Friedrich Händel“. An der Staatlichen Hochschule für Theater und Musik Halle unterrichtete er Musiktheorie. Zu seinen Schülern gehörten u. a. Martin Frey und Heinz Schröter. Darüber hinaus begründete er die Madrigalvereinigung. Auch trat er als Konzertbegleiter in Erscheinung. Kleemann war u. a. Mitglied im Allgemeinen Schriftstellerverein und im Reichsverband Deutscher Tonkünstler.

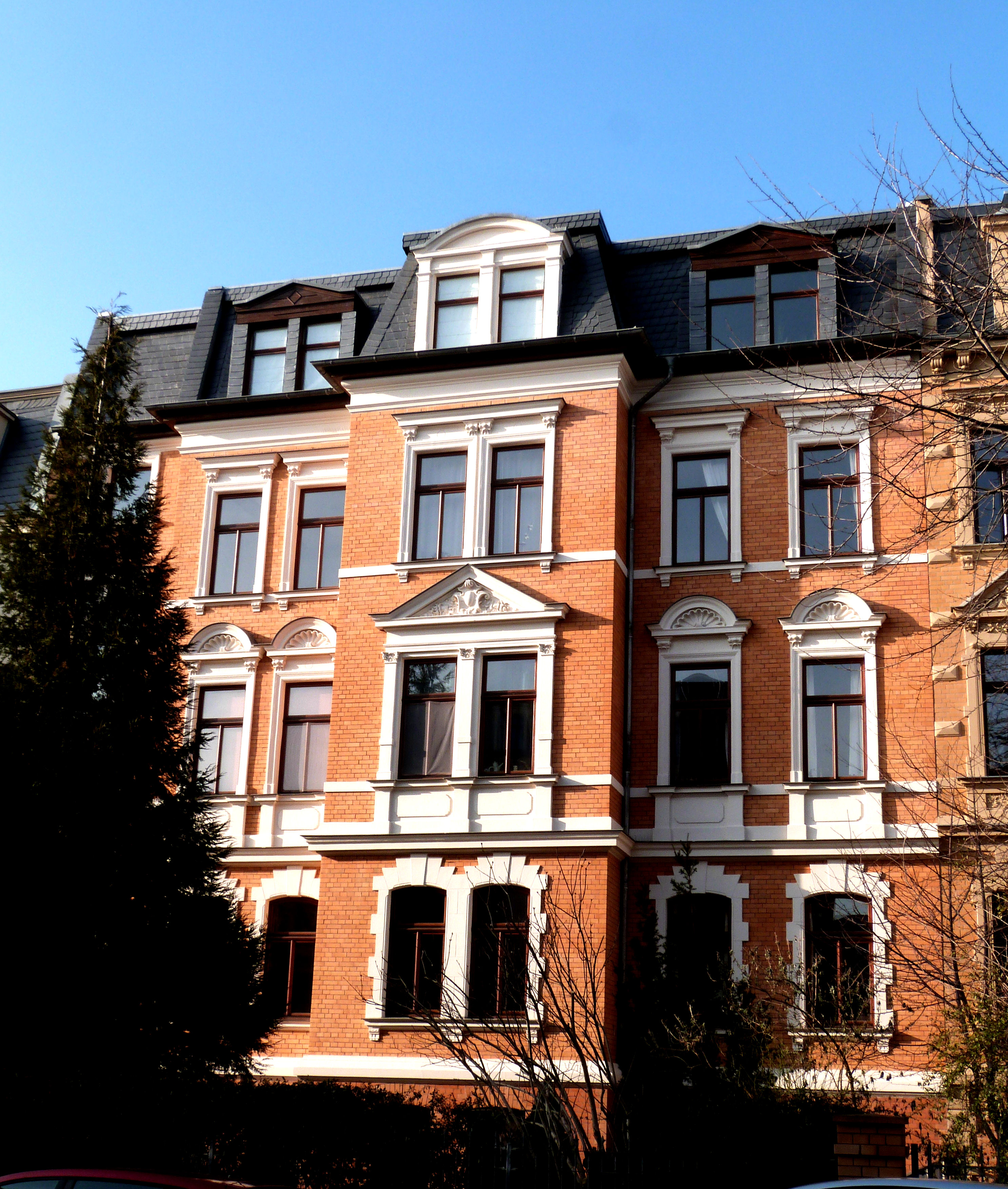
Ehemalige Wohnung von Hans Kleemann in der heutigen Adolf-von-Harnack-Straße 12 (2018)

Hans Kleemann, evangelisch, war ab 1914 mit der Lehrerstochter Ida Krull verheiratet und Vater eines Sohnes. In Halle an der Saale lebte er in der Blumenthalstraße 12 (heute: Adolf-von-Harnack-Straße). Sein Nachlass befindet sich im Stadtarchiv Halle (Saale), Kopien werden im Händelhaus verwahrt.

## Werk
Kleemanns Œuvre umfasst Orchester- und Chorwerke sowie Lieder und Kammermusik (u. a. schrieb er vier Streichquartette). 1936 brachte das Städtische Orchester Halle unter der Leitung von Generalmusikdirektor Bruno Vondenhoff seine Orchestersuite „Die vier Temperamente“ zur Uraufführung.

## Schriften
- Beiträge zur Ästhetik und Geschichte der Loeweschen Ballade. Niemeyer, Halle an der Saale 1913.